# Odulf von Utrecht

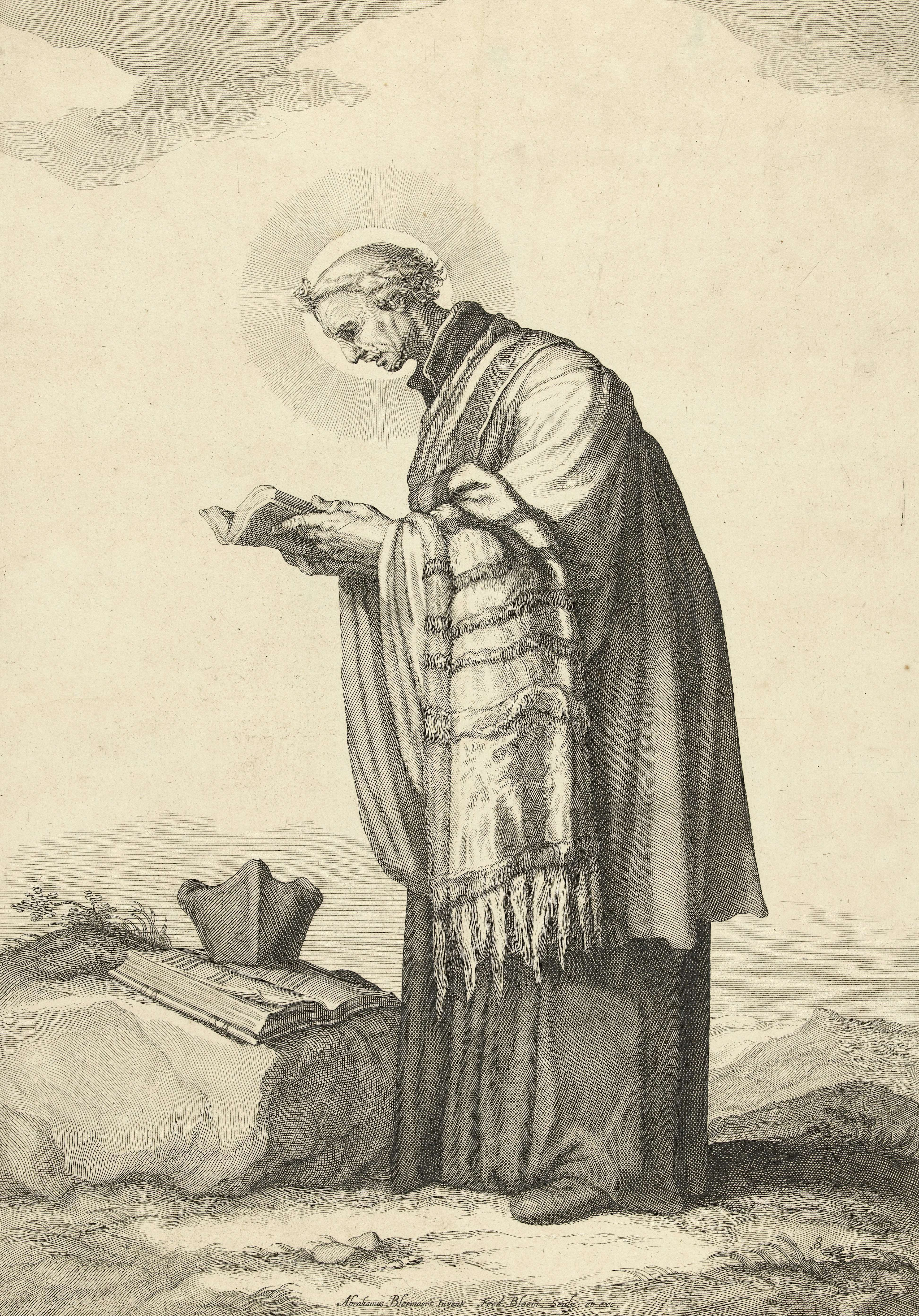
Künstlerische Darstellung St. Odulfs um 1630

Odulf von Utrecht, auch Odulphus, Olof, Oelbert († um 854 in Utrecht) war ein Benediktiner und Missionar in Friesland. Er gilt als „Apostel der Friesen“. Sein liturgischer Gedenktag ist der 12. Juni.

## Leben
Odulfs Vater Ludgis besaß eine Eigenkirche in Oirschot in Nordbrabant. Dort wirkte Odulf zunächst nach seiner Priesterweihe und seiner Ausbildung an der Utrechter Domschule. Später wirkte er als Missionar und Seelsorger in Friesland. Vor seinem Tod kehrte er wieder nach Utrecht zurück. Er wird heute hauptsächlich in Belgien und den Niederlanden verehrt. Nach seinem Tod sollen Reliquien nach Stavoren im heutigen niederländischen Teil Frieslands und nach Evesham in Worcestershire gelangt sein. Er ist Schutzpatron der Gemeinde Best und erscheint im Wappen dieser Kleinstadt.